# مدل خودباروری کارآمد
مدل خودباروری کارآمد (به انگلیسی: Effective selfing model)، یک مدل ریاضی است که سیستم جفت‌گیری یک جمعیت گیاهی را بر حسب درجه خودبارورسازی موجود توصیف می‌کند.
در دهه ۱۹۸۰ توسط کرمیت ریتلند (Kermit Ritland) به عنوان جایگزینی برای ساده‌گراینه از مدل جفت‌گیری آمیخته ساخته شد. مدل جفت‌گیری آمیخته فرض می‌کند که هر رویداد لقاح ممکن است به عنوان خودلقاحی یا لقاح بیرونی از یک جفت کاملاً تصادفی طبقه‌بندی شود؛ یعنی فرض می‌کند که درون‌آمیزی صرفاً توسط خودباروری ایجاد می‌شود. این فرض اغلب در جمعیت‌های گیاهان وحشی نقض می‌شود، جایی که درون‌آمیزی ممکن است به دلیل تلاقی بین گیاهان نزدیک به هم باشد. به عنوان مثال، در توده‌های انبوه، جفت‌گیری اغلب بین گیاهان در همسایگی نزدیک رخ می‌دهد. و در گیاهان با فاصله پراکندگی بذری کوتاه، گیاهان اغلب به نزدیک‌ترین همسایگان خود نزدیک هستند.